# Dominica ved OL
Dominica deltog første gang i olympiske lege under Sommer-OL 1996 i Atlanta, og har siden deltaget i samtlige efterfølgende sommerlege. De deltog første gang i vinterlege under Vinter-OL 2014 i Sotji. Dominica har aldrig vundet nogen medalje.

## Medaljeoversigt
| Dominicas medaljer under de olympiske sommerlege | Dominicas medaljer under de olympiske sommerlege | Dominicas medaljer under de olympiske sommerlege | Dominicas medaljer under de olympiske sommerlege | Dominicas medaljer under de olympiske sommerlege | Dominicas medaljer under de olympiske sommerlege |                     | Dominicas medaljer under de olympiske vinterlege | Dominicas medaljer under de olympiske vinterlege | Dominicas medaljer under de olympiske vinterlege | Dominicas medaljer under de olympiske vinterlege | Dominicas medaljer under de olympiske vinterlege | Dominicas medaljer under de olympiske vinterlege |
| Lege                                             | Guld                                             | Sølv                                             | Bronze                                           | Totalt                                           | Rang                                             | Lege                | Guld                                             | Sølv                                             | Bronze                                           | Totalt                                           | Rang                                             |                                                  |
| 1996 Atlanta                                     | 0                                                | 0                                                | 0                                                | 0                                                | –                                                | 1994 Lillehammer    | Deltog ikke                                      | Deltog ikke                                      | Deltog ikke                                      | Deltog ikke                                      | Deltog ikke                                      |                                                  |
| 2000 Sydney                                      | 0                                                | 0                                                | 0                                                | 0                                                | –                                                | 1998 Nagano         | Deltog ikke                                      | Deltog ikke                                      | Deltog ikke                                      | Deltog ikke                                      | Deltog ikke                                      |                                                  |
| 2004 Athen                                       | 0                                                | 0                                                | 0                                                | 0                                                | –                                                | 2002 Salt Lake City | Deltog ikke                                      | Deltog ikke                                      | Deltog ikke                                      | Deltog ikke                                      | Deltog ikke                                      |                                                  |
| 2008 Beijing                                     | 0                                                | 0                                                | 0                                                | 0                                                | –                                                | 2006 Torino         | Deltog ikke                                      | Deltog ikke                                      | Deltog ikke                                      | Deltog ikke                                      | Deltog ikke                                      |                                                  |
| 2012 London                                      | 0                                                | 0                                                | 0                                                | 0                                                | –                                                | 2010 Vancouver      | Deltog ikke                                      | Deltog ikke                                      | Deltog ikke                                      | Deltog ikke                                      | Deltog ikke                                      |                                                  |
| 2016 Rio de Janeiro                              | 0                                                | 0                                                | 0                                                | 0                                                | –                                                | 2014 Sotji          | 0                                                | 0                                                | 0                                                | 0                                                | –                                                |                                                  |
| 2020 Tokyo                                       |                                                  |                                                  |                                                  |                                                  |                                                  | 2018 Pyeongchang    | Deltog ikke                                      | Deltog ikke                                      | Deltog ikke                                      | Deltog ikke                                      | Deltog ikke                                      |                                                  |
| Totalt                                           | 0                                                | 0                                                | 0                                                | 0                                                |                                                  | Totalt              | 0                                                | 0                                                | 0                                                | 0                                                |                                                  |                                                  |